# جود ۱۸۵۶۴۱
سیارک ۱۸۵۶۴۱ (به انگلیسی: 185641 Judd، نامگذاری:2008EH69) صد و هشتاد و پنج هزار و ششصد و چهل و یکمین سیارک کشف شده‌است که در ۵ مارس ۲۰۰۸ کشف شد.